# Ošarpance
Ošarpance jsou populární skupina tří věží v závěru jihovýchodního hřebene, vybíhajícího z Dračího štítu. Jejich oblíbenost mezi horolezci je dána pevnou skálou a opačně vrstvenými deskami, které nabízejí mnoho cest vysoké obtížnosti.

## Topografie
Za Dračí štrbinou následuje Velký ošarpanec (2348 m n. m.), Vyšná ošarpaná štrbina, Prostredný ošarpanec, Nižná ošarpaná štrbina a Malý ošarpanec (2327 m n. m.) Východní stěna spadá do Rumanovy dolinky, západní do kotlinky pod Dračím sedlem.

## Několik zajímavých výstupů
- 9. května 1907 – První výstup od východu z Rumanové dolinky H. Behn, E. Dubki, E. Breuer a J. Franz, II - III.
- 14. srpna 1907 – Prvovýstup „Traverz Veľkého ošarpanca“ A. Martin a J. Franz, III.
- 1910 – „Komárnického komín“, F. Kienast, V. Wanjura a R. Komárnický (bratr známějšího Gyuly), III., jeden z nejkrásnějších tatranských výstupů.[zdroj⁠?!]

K nejtěžším cestám patří „Cesta invalidů“ 8– v západní stěně a „R.U.R.F.“ ve východní stěně, 9–.

## Galerie

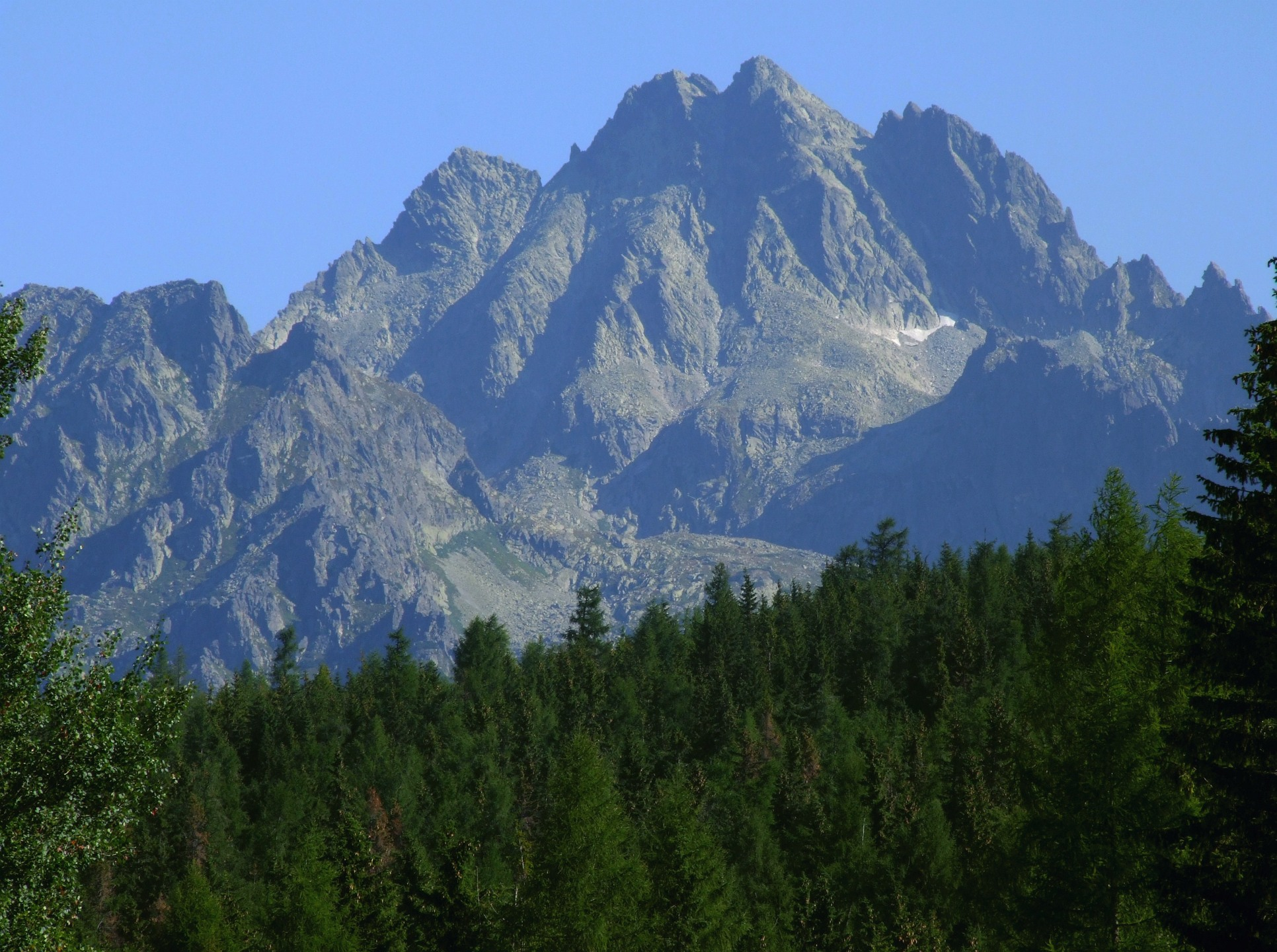
Ťažký štít, Vysoká, Dračí štít a úplně vpravo Ošarpance.
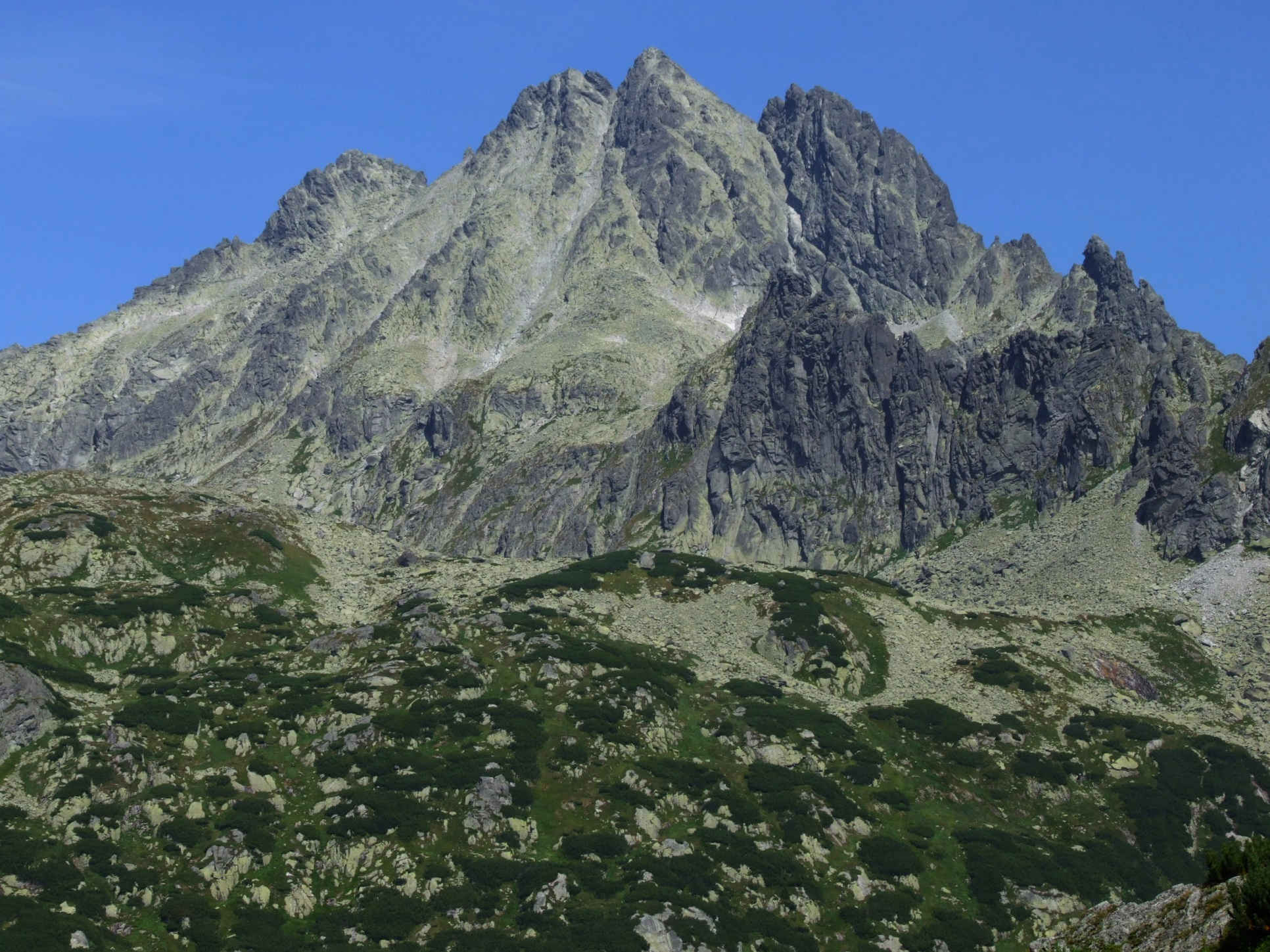
Koruna Tater, tmavý hrot Ošarpanců opět vpravo.